# 一品街道
一品街道，是中华人民共和国重庆市巴南區下辖的一个乡镇级行政单位。

## 行政区划
一品街道下辖以下地区：
一品社区、四桥村、七田村、永益村、金田村、乐遥村、燕云村和桥口坝村。